# Palle Torsson
Palle Torsson, född 20 april 1970, är en svensk konstnär.
Torsson är uppvuxen på Gotland och utbildad på Kungliga Konsthögskolan i Stockholm. Han är uppmärksammad bland annat för videoinstallationerna Pippi Examples och Museum Meltdown. Torsson är också aktiv i Piratbyrån. Han leder sedan 2005 kurser på bland annat Kungliga Tekniska Högskolan i Stockholm. Torsson finns representerad vid Göteborgs konstmuseum.
Torsson har samarbetat med Tobias Bernstrup, framför allt 1995-1999 då de var pionjärer inom webb- och datorspelsbaserad konst. Två av deras samarbeten var Join Hands och Museum Meltdown.
Palle Torsson är son till Björner och Kristina Torsson samt bror till Sara Szyber, Mimmi Torsson och Fabian Torsson.

## Verk i urval
- Museum Meltdown (1996-1999)
- Minus Porn (1999)
- Pippi Examples (2001)
- Logo City (2001)